# Fibrosi pulmonar idiopàtica
La fibrosi pulmonar idiopàtica (FPI) és una malaltia crònica, progressiva i mortal que es caracteritza per una disminució progressiva de la funció pulmonar. El terme fibrosi pulmonar fa referència a la formació de cicatrius del teixit pulmonar i és la causa de l'agreujament de la dispnea (falta d'alè). La fibrosi normalment s'associa amb un mal pronòstic. El terme «idiopàtic» s'utilitza a causa del fet que encara es desconeix la causa de la fibrosi pulmonar.
Normalment la FPI afecta adults d'entre 50 i 70 anys, en particular a aquells amb antecedents de tabaquisme, i en major nombre als homes que a les dones.
La FPI pertany a un gran grup de més de 200 malalties pulmonars anomenades pneumopaties intersticials (PI) que es caracteritzen per afectar principalment a l'interstici pulmonar, el teixit entre els alvèols pulmonars. No obstant això aquestes malalties sovint no només afecten l'interstici, sinó també a l'espai alveolar, les vies respiratòries perifèriques i els vasos sanguinis. El teixit pulmonar dels afectats per la FPI mostra un patró histopatològic característic conegut com a pneumònia intersticial usual.
La FPI ha de considerar en tots els pacients adults de més de 50 anys amb:
- Dispnea d'esforç progressiva
- Tos seca, improductiva d'esforç
- Raneres inspiratòries de base en l'auscultació, amb un so similar al produït en separar una peça de velcro.

El 2011 es van publicar unes noves directrius per al diagnòstic i tractament de la FPI. El diagnòstic de FPI requereix l'exclusió d'altres causes habituals de PI i la presència d'un patró radiològic típic que s'identifica mitjançant tomografia computada d'alta resolució (TCAR). En un entorn clínic adequat és possible fer el diagnòstic de la FPI basant-se únicament en la TCAR, evitant així la necessitat de realitzar una biòpsia pulmonar.